# Лещинский, Михаил Осипович
Михаил Иосифович Лещинский (17 августа 1892, Санкт-Петербург — 8 июля 1969, Москва) — советский военачальник, полковник (1939). Участник Первой мировой, Гражданской, Советско-польской, Советско-финской и Великой Отечественной войн.

## Биография
Родился 17 августа 1892 года в Санкт-Петербурге.

### Участие в Первой мировой войне
В 1914 году окончил Петроградский Императорский университет. В 1915 году после окончания ускоренного курса Павловского военного училища, был произведён в прапорщики и направлен на Западный фронт, участник Первой мировой войны в составе 20-го стрелкового полка в качестве младшего  офицера роты и полкового адъютанта. В составе 3-й армии был участником боёв за город Якобштадт. С 1917 года воевал на Юго-Западном фронте, участник сражения на Стоходе, за храбрость в войне был награждён Орденом Святой Анны 2-й степени с мечами.
С 1917 года после революции был избран членом полкового комитета.

### Гражданская и Советско-Польская война
С 1917 года после увольнения из армии, работал в ВСНХ по Северному району Петрограда в качестве статистика. В 1918 году он призван в ряды РККА, служил в 88-м стрелковом полку в должности полкового адъютанта. 
С 1919 года участник Гражданской войны, в составе своего полка под руководством 10-й стрелковой дивизии участвовал в боевых действиях против войск генерала Н. Н. Юденича. С 1919 по 1920 год — помощник начальника и начальник штаба 30-й стрелковой бригады. С 1920 года — начальник штаба и командир 28-й стрелковой бригады, в составе своей бригады был участником Советско-польской войны. С 1920 года — начальник штаба 10-й стрелковой дивизии, в составе дивизии участвовал в ликвидации войск генерала С. Н. Булак-Балаховича в районах Речица и Мозырь. В 1921 году участвовал в подавлении тамбовского восстания под руководством А. С. Антонова.
В 1920 году Приказом РВСР № 352 за боевые отличия в Гражданской войне М. И. Лещинский был награждён орденом Красного Знамени. С 1922 по 1924 год — командир учебной кадровой бригады 10-й стрелковой дивизии и командир 16-го стрелкового полка. В 1924 году уволен в запас. 

### Межвоенный период
С 1924 по 1930 год работал в Московском коммунальном хозяйстве в качестве  статистика-бухгалтера. С 1930 по 1933 год обучался в Московском плановом институте, который окончил с отличием. С 1933 по 1939 год на научно-педагогической работе в Центральном статистическом управлении и в Московском плановом институте, являясь заведующим кафедрой статистики этого института. 

### Великая Отечественная война
С 1939 года призван в ряды РККА и назначен помощником командира 768-го стрелкового полка 138-й стрелковой дивизии, в составе своего полка и дивизии участвовал в Советско-финской войне.  
С 1941 года в период начала Великой Отечественной войны был назначен командиром запасного стрелкового полка 1-й Московской стрелковой дивизии народного ополчения, с августа 1941 года — командиром 2-го стрелкового полка 17-й Московской стрелковой дивизии народного ополчения. В составе 33-й армии был участником Смоленского сражения в Вяземской оборонительной операции. Со 2 по 13 октября 1941 года участвовал в Вяземской операции, проведённой в начальный период битвы под Москвой.  
С середины октября 1941 года — командир 774-го стрелкового полка 222-й стрелковой дивизии, под его руководством полк вёл  оборонительные бои под Наро-Фоминском. С 28 ноября по 2 декабря 1941 года — командир 222-й стрелковой дивизии. 3 декабря 1941 года УПВС СССР был награждён Орденом Ленина: 

Командир полка полковник Лещинский за короткий промежуток времени подготовил личный состав для выполнения любых боевых поставленных задач, для чего проведена большая политико-воспитательная работа. Под его руководством личный состав полка обеспечен всем необходимым согласно зимнего плана. В борьбе с фашистами 19-20 ноября 1941 года лично руководил боем третьего стрелкового батальона, сам с батальоном дважды переходил в атаку. 20-21 ноября лично руководил боем второго и третьего стрелковых батальонов, переходил с ними сам четыре раза в рукопашный бой. Полк во время боёв 19-21 ноября отбил атаки превосходящих сил противника, уничтожив при этом до 800 фашистов
2 декабря 1941 года в ходе тяжёлых боёв М. О. Лещинский был тяжело ранен и раненым был взят в плен. С 1941 по 1945 год находился в лагере военнопленных в Можайске, Вязьме и в Нюрнберге. 17 апреля 1945 года был освобождён союзными войсками и направлен во Францию. В 1945 году приказом советской репатриационной комиссии он был назначен руководителем сборного пункта по репатриации Нюрнберга. 
25 июня 1945 года был переведён в Советский Союз, где проходил проверку в фильтрационном лагере НКВД Ленинска-Кузнецка. С 1946 года находился в резерве кадров Западно-Сибирского военного округа. 
10 октября 1946 года уволен в запас по болезни.

### После войны
С 1949 по 1969 год — на научно-педагогической работе во Всероссийском заочном финансово-экономическом институте в качестве старшего преподавателя и доцента кафедры статистики. С 1954 по 1961 год — заместитель, с 1965 по 1969 год —  декан учётного факультета этого института. В 1959 году защитил диссертацию на соискание учёной степени кандидат экономических наук, постановлением ВАК СССР ему было присвоено учёное звание доцент. Автор многочисленных научных трудов и учебников для вузов. 
Скончался 8 июля 1969 года в Москве.

## Награды
- Орден Ленина (03.12.1941)
- Орден Красного Знамени (1921, Приказ РВСР № 352)[4]
- Орден Красной Звезды (11.04.1940)[7]

### Российская империя
- Орден Святой Анны 2-й степени с мечами[1][2][3]